# Sciomyza flaviceps
Sciomyza flaviceps är en tvåvingeart som först beskrevs av Johann Wilhelm Meigen 1830.  Sciomyza flaviceps ingår i släktet Sciomyza och familjen kärrflugor.
Artens utbredningsområde är Tyskland. Inga underarter finns listade i Catalogue of Life.